# Celine Verbeeck
Celine Verbeeck (Antwerpen, 25 februari 1990) is een Vlaamse actrice.

## Biografie
Verbeeck studeert musical aan het conservatorium in Brussel. Toen Verbeeck 9 jaar was, heeft zij in 1999 meegespeeld in de Studio 100-musical Assepoester als Kleine Assepoester.
Ze debuteerde op haar dertiende als Wiske in de film De duistere diamant uit 2004. Voor die rol werd ze gekozen uit ruim 900 kandidaten. Daarna volgden andere films waaronder Rwina, Sprookjes, De laatste zomer en Vanitas.
Ze is tevens te zien in verschillende televisieseries, zoals Nachtwacht.
Sinds 2019 maakt Verbeeck officieel deel uit van De KetnetBand. Eerder werkte zij ook al voor deze band vanwege een zwangerschapsvervanging voor een van de bandleden. In 2020 besloot ze om de formatie te verlaten. Ze werd vervangen door Gloria Monserez.

## Musical
- Assepoester (1999): Kleine Assepoester